# Јардан
Јардан је насељено мјесто у општини Зворник, Република Српска, БиХ. Према попису становништва из 1991. у насељу је живјело 1.532 становника.

## Становништво
Према попису становништва из 1991. године, мјесто је имало 1.532 становника.
| Националност | 1991. |
| Срби         | 1.024 |
| Укупно       |       |

| Демографија | Демографија | Демографија |
| Година      | Становника  | Становника  |
| ----------- | ----------- | ----------- |
| 1948.       | 228         |             |
| 1953.       | 329         |             |
| 1961.       | 959         |             |
| 1971.       | 993         |             |
| 1981.       | 577         |             |
| 1991.       | 1.531       |             |